# Кифер, Джек
Джек Кифер (англ. Jack Kiefer, 25 января 1925, Цинциннати, Огайо — 10 августа 1981, Беркли, Калифорния, США) — американский математик, специалист в области статистики.

## Биография
Родился 25 января 1924 года в Цинциннати, штат Огайо в семье Карла Джека Кифера и Маргариты Розенау. Поступил в Массачусетский технологический институт в 1942 году, однако через год прервал образование и до конца Второй мировой войны служил в ВВС Армии США. После войны он вернулся к занятиям к институту в 1946 году и окончил вуз со степенями бакалавра и магистра в области экономики и инженерных наук. Это было в 1948 году. Его научным руководителем был Гарольд Фримен.
В 1948 году он поступил в аспирантуру на кафедру математической статистики в Колумбийском университете, в 1952 защитил диссертацию. Ещё будучи аспирантом начал преподавание в Корнеллском университете. Он был очень талантливым математиком.
В 1957 году Джек женился на Доли Sciple и у них было двое детей: Сара (1960) и Даниил (1962).
За свою научную карьеру Джек Кифер получил множество наград, был избран президентом Института математической статистики, членом Американской академии искусств и наук и членом Национальной академии наук США (1975).
В 1979 году он перешёл работать в Калифорнийский университет в Беркли. Помимо науки, которой посвятил жизнь, занимался также правозащитной деятельностью.
Умер 10 августа 1981 года в Беркли.

## Научные достижения
В 1953 году изобрёл метод золотого сечения, внёс большой вклад в теорию планирования эксперимента.